# Enzo Maidana
Enzo Damián Maidana (Tucumán, Argentina; 13 de enero de 1988) es un futbolista argentino. Jugaba como delantero centro en el Club Deportivo Aurora.

## Trayectoria

### Atlético Tucumán
Proveniente del fútbol local, Enzo llega al Club Atlético Tucumán como una joven promesa de U.T.A. en 2010, a la espera de oportunidades en aquel equipo de Enrique Hrabina que se aprestaba a transitar la temporada 2010-2011 del Nacional B. Fue variante casi obligada para el ¨ruso¨, hasta que en la fecha 14 convirtió un verdadero golazo desde media distancia, a Rosario Central, en el triunfo 4 a 2 en el Monumental. Esto le valió ganarse la titularidad en Atlético por primera vez, para enfrentar a Atlético Rafaela en Santa Fe. Se dio un gusto más, el de marcarle a Patronato en Paraná, en lo que sería el descuento en una derrota 2 a 1 y de regresar a las canchas tras una lesión nada menos que en el clásico que se ganó 1 a 0 con gol de Stang. Ostentó la titularidad en 6 encuentros más durante la temporada, ante Instituto, los de Paraná, nuevamente ante la ¨crema¨, la C.A.I., Ferro y Chacarita. Al concluir el torneo, advirtiendo que Jorge Solari no lo tendría en cuenta, aceptó un ofrecimiento de Salta para jugar el Argentino A con Juventud Antoniana y se marchó. En Juventud una lesión le impidió jugar desde un comienzo en el equipo de Adrián Cuadrado. Su regreso se produjo en Córdoba, en un partido en el que Juventud cayó 1 a 0 ante Racing de Nueva Italia, ingresando a los 24 minutos del complemento en lugar de Hugo Prieto. Pero comenzó a ratificar la confianza con goles recién a la fecha siguiente, cuando su equipo recibió en el Padre Ernesto Martearena a Central Córdoba de Santiago del Estero y lo venció 2 a 0 con un tanto de Perillo y otro del ¨Jopo¨. Si bien jugó gran parte del Argentino 2011/2012, pocas veces pudo hacerlo en condición de titular en los salteños, hecho que le impidió tener la regularidad tan buscada por todo delantero. Juventud decayó su nivel, se produjo el alejamiento de Cuadrado y con Iván Delfino la historia fue más o menos la misma, Perillo o Álvarez titulares, Maidana detrás. El ¨santo¨ del norte quedó eliminado en el primer cruce ante Juventud Unida Universitario y Enzo armó el bolso para regresar a Tucumán. Al llegar, consultó qué chances tendría en el nuevo Atlético de Rodríguez y este le dio el Ok para quedarse. 
Luego de pocas oportunidades a mediados del 2013 se marchó al Deportivo Pereira junto a su compatriota Walter Cubilla, para jugar la Segunda División de Colombia.
Luego de su travesía por el Fútbol Colombiano, luego se marchó al fútbol Paraguayo donde jugó muy pocos partidos. Finalmente decidió retornar a la provincia para sumarse al Club Social y Deportivo San Jorge que milita en el Torneo Argentino A.
A inicios del 2015 inició su travesía por el fútbol boliviano para jugar por Universitario de Pando. Luego pasó por el Club Petrolero donde mostró su mejor nivel futbolístico, anotando un total de 31 goles en sus 2 temporadas. Luego de terminar como goleador de la liga boliviano, emigró a Corea del Sur para jugar por Incheon United.
Volvió a Sudamérica para jugar por Academia Puerto Cabello donde anotó 9 goles siendo una de las principales figuras del equipo.
A inicios del 2019 sorpresivamente fue oficializado con Independiente del Valle. Compartió la delantera con su compatriota Claudio Bieler. A mediados de aquel año volvió a Bolivia para jugar por Nacional Potosí, donde fue goleador del semestre con 13 goles.
Para el 2020 ficha por Alianza Universidad de la Primera División de Perú. Debuta en la primera fecha del Apertura marcando el empate momentáneo de cabeza en la victoria 3 a 2 a Alianza Lima en Matute. Pese a tener un buen año aceptable anotando diversos e incluso publicándose una supuesta renovación, el contrato con Maidana no se extendió más, durando una única temporada en el fútbol inca y el jugador estuvo alejado de las canchas durante todo el 2021.

## Clubes
| Club                    | País          | Año       |
| ----------------------- | ------------- | --------- |
| Atlético Tucumán        | Argentina     | 2010-2011 |
| Juventud Antoniana      | Argentina     | 2011-2012 |
| Atlético Tucumán        | Argentina     | 2012-2013 |
| Deportivo Pereira       | Colombia      | 2013      |
| Amalia                  | Argentina     | 2014      |
| Rubio Ñu                | Paraguay      | 2014      |
| Universitario de Pando  | Bolivia       | 2015      |
| Petrolero               | Bolivia       | 2015-2017 |
| Incheon United          | Corea del Sur | 2017      |
| Suva FC                 | Fiyi          | 2018      |
| Academia Puerto Cabello | Venezuela     | 2018      |
| Independiente del Valle | Ecuador       | 2019      |
| Nacional Potosí         | Bolivia       | 2019      |
| Alianza Universidad     | Perú          | 2020-2021 |

### Estadísticas
Actualizado al último partido disputado el 26 de octubre de 2020.
| Club                                | Div        | Temporada  | Liga  | Liga  | Copas nacionales(1) | Copas nacionales(1) | Torneos internacionales(2) | Torneos internacionales(2) | Total | Total | Media goleadora(3) |
| Club                                | Div        | Temporada  | Part. | Goles | Part.               | Goles               | Part.                      | Goles                      | Part. | Goles | Media goleadora(3) |
| ----------------------------------- | ---------- | ---------- | ----- | ----- | ------------------- | ------------------- | -------------------------- | -------------------------- | ----- | ----- | ------------------ |
| Atlético Tucumán Argentina          |            |            |       |       |                     |                     |                            |                            |       |       |                    |
| 2.ª                                 | 2010/11    | 22         | 2     | --    | --                  | --                  | --                         | 22                         | 2     | 0.09  |                    |
| 2.ª                                 | 2012/13    | 24         | 0     | 3     | 0                   | --                  | --                         | 27                         | 0     | 0.00  |                    |
| Total club                          | Total club | 46         | 2     | 3     | 0                   | 0                   | 0                          | 49                         | 2     | 0.04  |                    |
| Juventud Antoniana Argentina        |            |            |       |       |                     |                     |                            |                            |       |       |                    |
| 3.ª                                 | 2011/12    | 21         | 3     | --    | --                  | --                  | --                         | 21                         | 3     | 0.14  |                    |
| Total club                          | Total club | 21         | 3     | 0     | 0                   | 0                   | 0                          | 21                         | 3     | 0.14  |                    |
| Deportivo Pereira · Colombia        |            |            |       |       |                     |                     |                            |                            |       |       |                    |
| 2.ª                                 | 2013       | 9          | 0     | --    | --                  | --                  | --                         | 9                          | 0     | 0.00  |                    |
| Total club                          | Total club | 9          | 0     | 0     | 0                   | 0                   | 0                          | 9                          | 0     | 0.00  |                    |
| Rubio Ñu Paraguay                   |            |            |       |       |                     |                     |                            |                            |       |       |                    |
| 1.ª                                 | 2014       | 2          | 0     | --    | --                  | --                  | --                         | 2                          | 0     | 0.00  |                    |
| Total club                          | Total club | 2          | 0     | 0     | 0                   | 0                   | 0                          | 2                          | 0     | 0.00  |                    |
| Atlético Amalia Argentina           |            |            |       |       |                     |                     |                            |                            |       |       |                    |
| 4.ª                                 | 2013/14    | 11         | 5     | --    | --                  | --                  | --                         | 11                         | 5     | 0.45  |                    |
| Total club                          | Total club | 11         | 5     | 0     | 0                   | 0                   | 0                          | 11                         | 5     | 0.45  |                    |
| Universitario de Pando · Bolivia    |            |            |       |       |                     |                     |                            |                            |       |       |                    |
| 1.ª                                 | 2014/15    | 20         | 3     | --    | --                  | --                  | --                         | 20                         | 3     | 0.15  |                    |
| Total club                          | Total club | 20         | 3     | 0     | 0                   | 0                   | 0                          | 20                         | 3     | 0.15  |                    |
| Club Petrolero · Bolivia            |            |            |       |       |                     |                     |                            |                            |       |       |                    |
| 1.ª                                 | 2015/16    | 25         | 14    | --    | --                  | --                  | --                         | 25                         | 14    | 0.56  |                    |
| 1.ª                                 | 2016/17    | 35         | 21    | --    | --                  | 2                   | 0                          | 37                         | 21    | 0.57  |                    |
| Total club                          | Total club | 60         | 35    | 0     | 0                   | 2                   | 0                          | 62                         | 35    | 0.15  |                    |
| Incheon United Corea del Sur        |            |            |       |       |                     |                     |                            |                            |       |       |                    |
| 1.ª                                 | 2017       | 6          | 1     | --    | --                  | --                  | --                         | 6                          | 1     | 0.17  |                    |
| Total club                          | Total club | 6          | 1     | 0     | 0                   | 0                   | 0                          | 6                          | 1     | 0.17  |                    |
| Academia Puerto Cabello · Venezuela |            |            |       |       |                     |                     |                            |                            |       |       |                    |
| 1.ª                                 | 2018       | 12         | 9     | --    | --                  | --                  | --                         | 12                         | 9     | 0.75  |                    |
| Total club                          | Total club | 12         | 9     | 0     | 0                   | 0                   | 0                          | 12                         | 9     | 0.75  |                    |
| Independiente del Valle · Ecuador   |            |            |       |       |                     |                     |                            |                            |       |       |                    |
| 1.ª                                 | 2019       | 6          | 1     | --    | --                  | 3                   | 0                          | 9                          | 1     | 0.11  |                    |
| Total club                          | Total club | 6          | 1     | 0     | 0                   | 3                   | 0                          | 9                          | 1     | 0.11  |                    |
| Nacional Potosí · Bolivia           |            |            |       |       |                     |                     |                            |                            |       |       |                    |
| 1.ª                                 | 2019       | 19         | 13    | --    | --                  | --                  | --                         | 19                         | 13    | 0.68  |                    |
| Total club                          | Total club | 19         | 13    | 0     | 0                   | 0                   | 0                          | 19                         | 13    | 0.68  |                    |
| Alianza Universidad · Perú          |            |            |       |       |                     |                     |                            |                            |       |       |                    |
| 2.ª                                 | 2020       | 22         | 8     | --    | --                  | --                  | --                         | 22                         | 8     | 0.36  |                    |
| Total club                          | Total club | 22         | 8     | 0     | 0                   | 0                   | 0                          | 22                         | 8     | 0.36  |                    |
| Total club                          | Total club | Total club | 243   | 80    | 0                   | 0                   | 5                          | 0                          | 248   | 80    | 0.32               |